# 坂戸駅
坂戸駅（さかどえき）は、埼玉県坂戸市日の出町にある、東武鉄道の駅である。駅番号はTJ 26。
東上本線と越生線が乗り入れており、越生線の起点となっている。

## 歴史
- 1916年（大正5年）10月27日：東上鉄道坂戸町駅として開業[1]。
- 1920年（大正9年）7月22日：東上鉄道、東武鉄道に吸収合併、東武東上線となる[1]。
- 1932年（昭和7年）2月17日：越生鉄道（後の越生線）開業。開業当初は貨物営業のみ。
- 1934年（昭和9年）12月16日：越生鉄道（後の越生線）、旅客営業開始。
- 1976年（昭和51年）9月1日：坂戸町の市制施行（同日）に伴い、坂戸駅に改称。
- 1986年（昭和61年）11月1日：坂戸機関区廃止。
- 2008年（平成20年）3月：駅舎改良工事着工。
- 2011年（平成23年）4月：駅舎改良工事完成。
- 2013年（平成25年）3月16日：ダイヤ改正により快速が新設、停車駅となる。
- 2023年（令和5年）3月18日：ダイヤ改正により、快速が廃止。

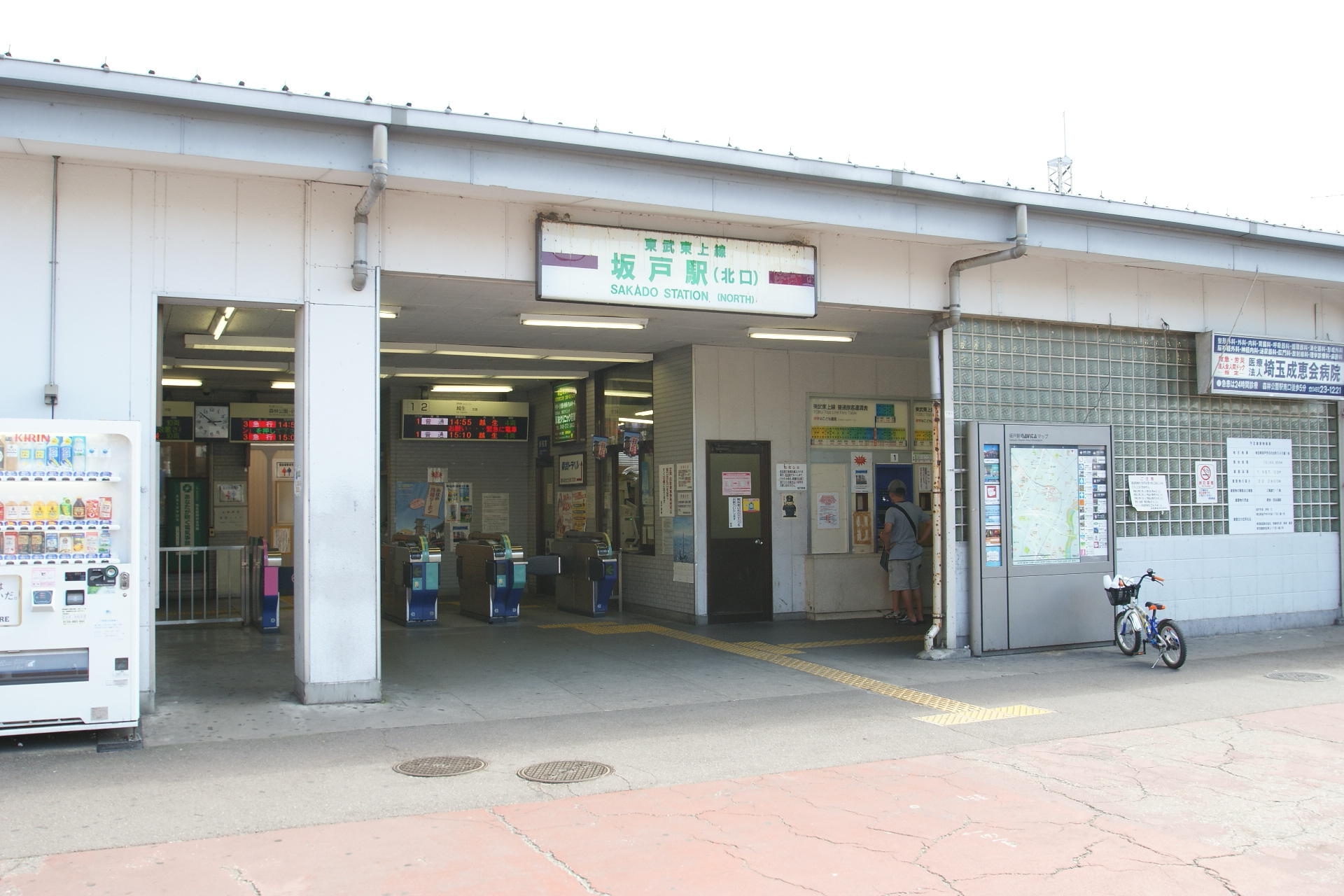
旧北口（2009年8月）
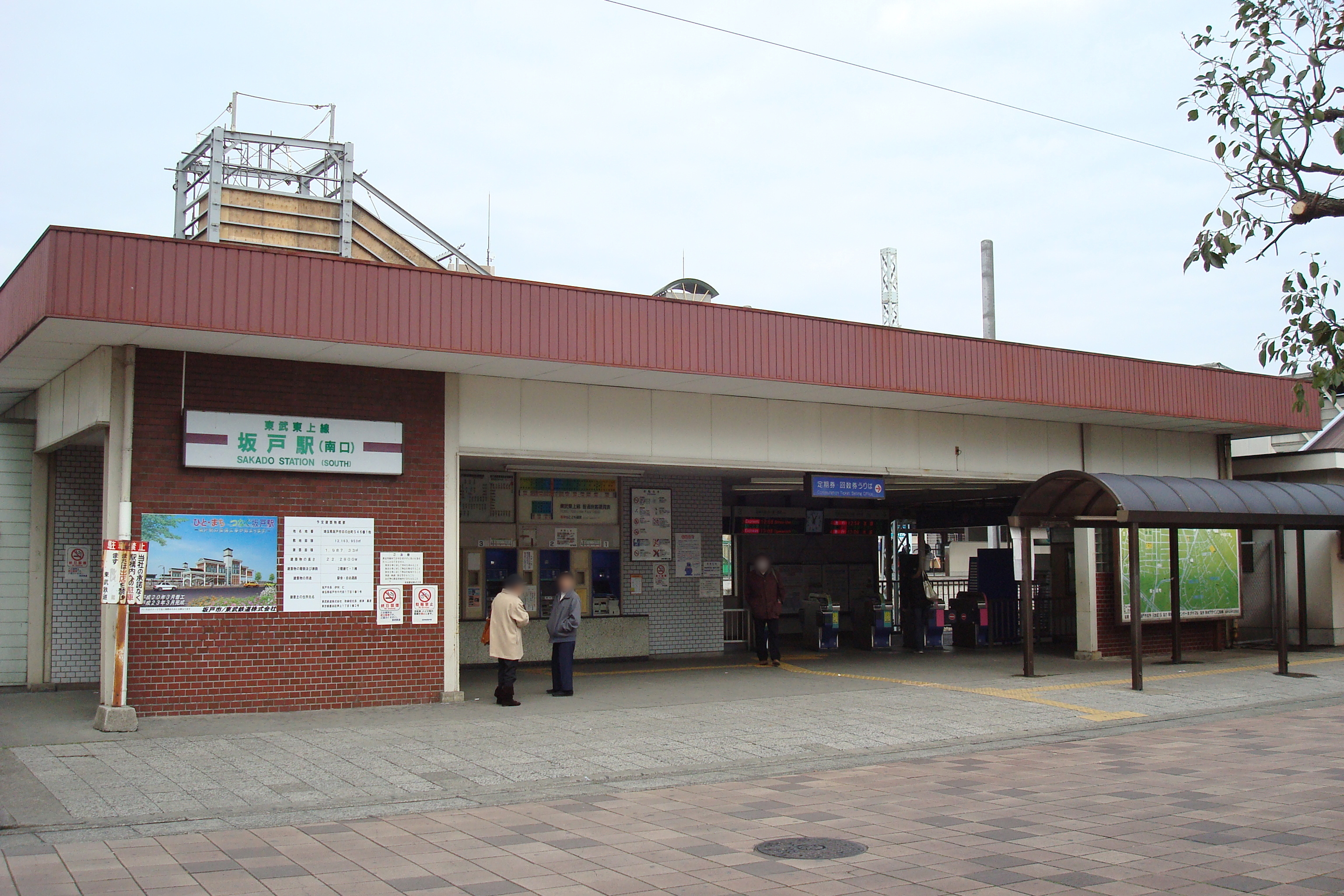
旧南口（2009年2月）

## 駅構造
島式ホーム2面4線を有する地上駅で、橋上駅舎を持つ。ホームは1面を東上本線が使用し、もう1面を越生線が使用している。東上本線と越生線との間の乗り換えは駅舎併設の跨線橋と若葉寄りの跨線橋を経由する。
エスカレーター・エレベーター・定期券売場を設置している。

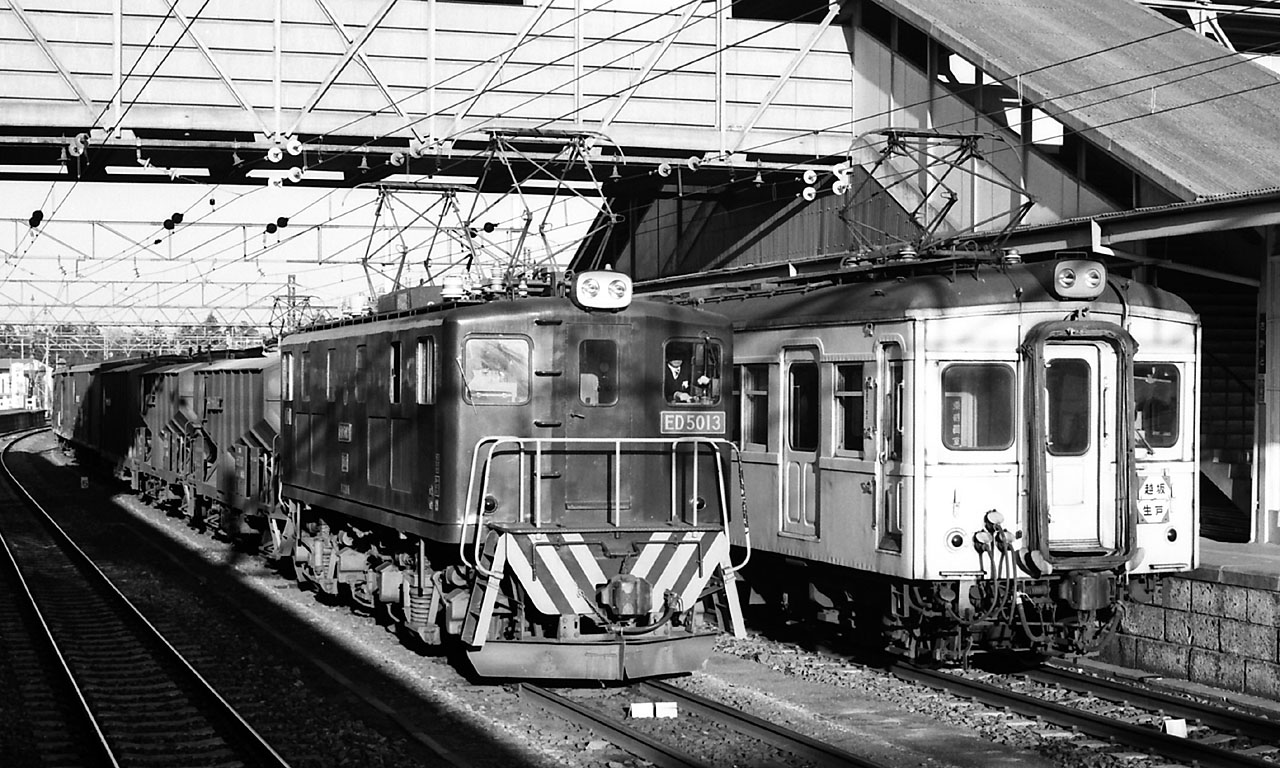
貨物営業を行っていた頃の坂戸駅(1977年)。越生線の7800系とED5010形牽引の貨物列車

貨物営業当時は、秩父鉄道または高坂構外側線などから当駅で折り返して日本セメント専用線へ向かう列車、または日本セメント埼玉工場から下板橋のセメント包装所へ向かう列車などが行き交い、そのジャンクションの駅でもあったため、4線の本線以外に4線の貨物列車専用線を有していた。構内の若葉駅寄りに坂戸機関区が置かれ、電気機関車の基地となっていた。廃止後は保線基地となり、当時の検修庫が側面の「東武鉄道坂戸機関区」の文字を消してはいるものの、そのままの状態で残っている。また、基地に敷かれていた線路のうち1線は越生線電車の留置線としても使用されている。また4線の貨物専用線のうち2線はすでに撤去され（現在の3番線の南側にあった貨物専用線跡は、3番線ホームの拡張に転用された）、4番線ホームの北側に2線のレールが一部残っている。現在この2線は保線車両の留置線として活用されており、時折保線車両が置かれているのを見ることができる。昭和20年代末（1954年）頃までは当駅北口からすぐの所（現在の埼玉りそな銀行坂戸支店周辺）に久星酒造の工場があり、この工場への引き込み線が当駅構内から敷かれていた。
長らく駅の南北を連絡する自由通路がなかったため、公道で反対側に移動する必要のある市民からの不満が多かった。そこで坂戸市では、当駅南北自由通路と橋上駅舎化のアイデアを募集し東武鉄道に働きかけた。その結果、2007年12月に新駅舎を建設することが決定し、2008年3月に着工した。2009年3月20日から寄居・越生側に仮設した連絡通路を供用開始すると同時に既存跨線橋の池袋側の階段を閉鎖した。その後、同年11月17日から新駅舎のうち中央階段とエスカレーター・エレベーター部分の供用を開始した。2010年10月24日より、改札と事務室が橋上化され、南北の通路の行き来が可能となった。そして2011年9月30日に工事は完了し、同年10月1日に完成記念式典が挙行された。南北両口の階段上の壁にはステンドグラスが設置され、南口には坂戸市の木である桜、北口には高麗川の清流をそれぞれデザイン。日本画家の倉島重友がこれらのデザインを手掛けた。
2011年4月21日より3・4番線で発車メロディの使用を開始した。
坂戸駅管区として、東上本線の鶴ヶ島駅 - 寄居駅間の各駅と越生線の全駅を統括管理している

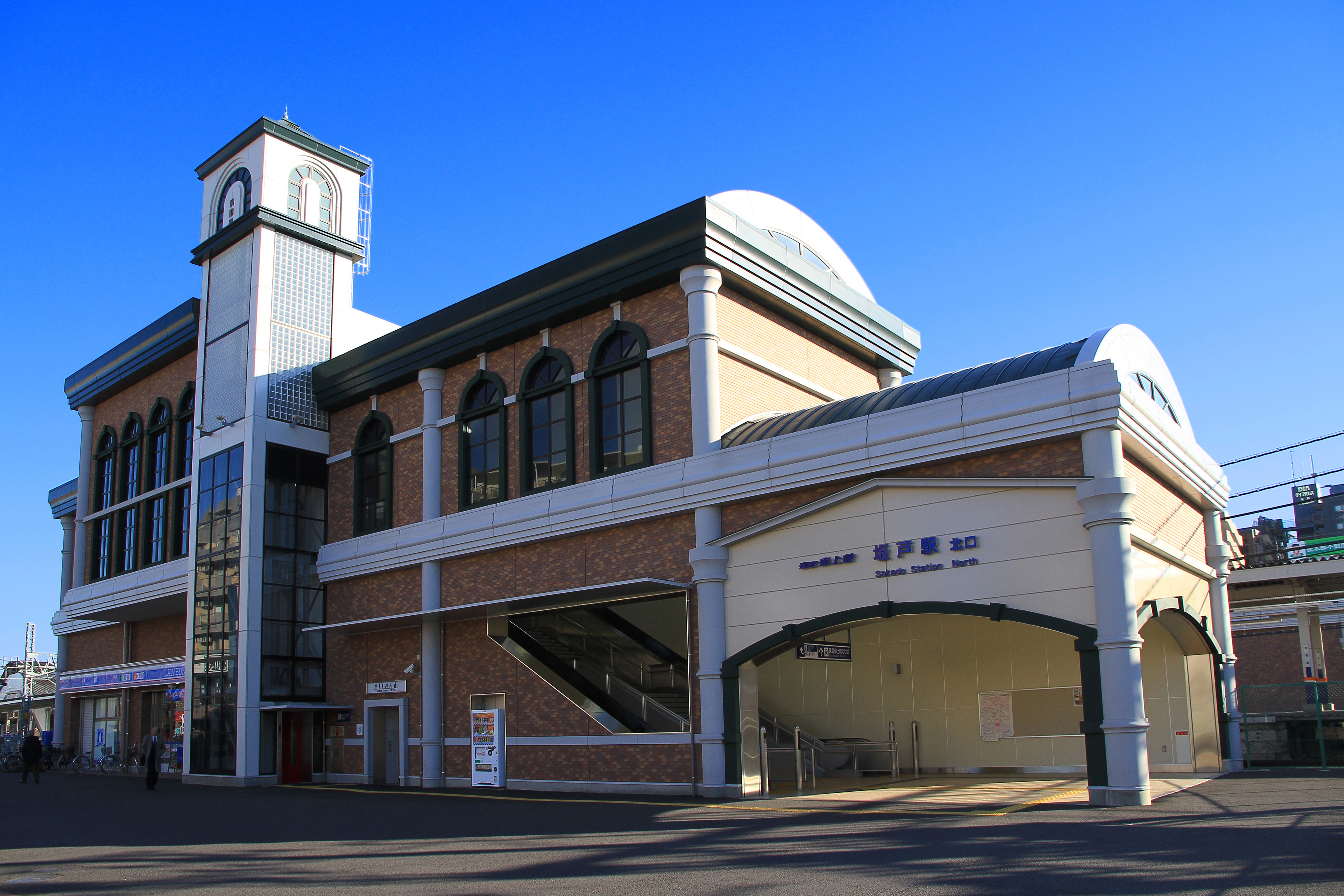
北口駅舎
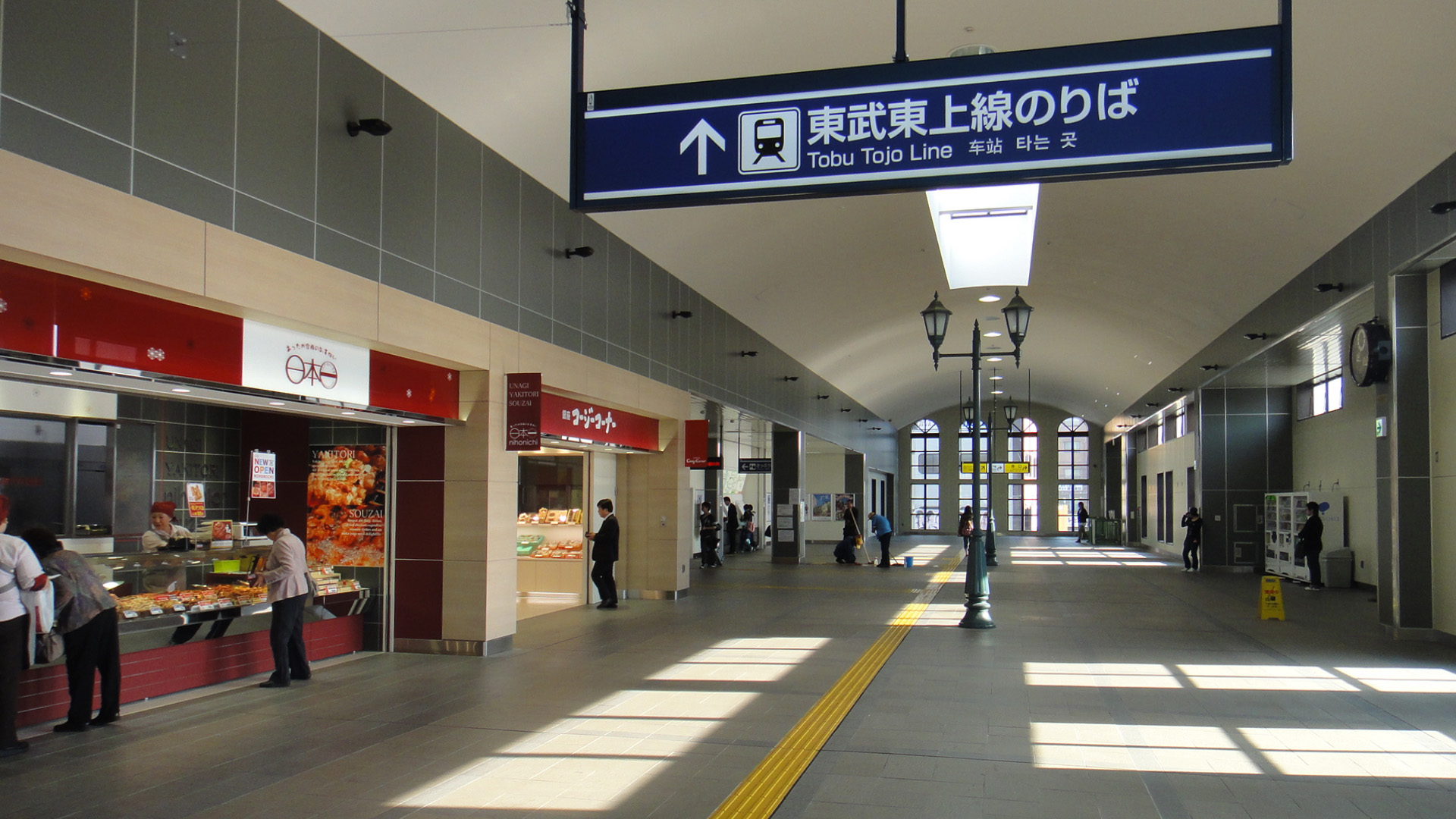
コンコース（2011年4月）
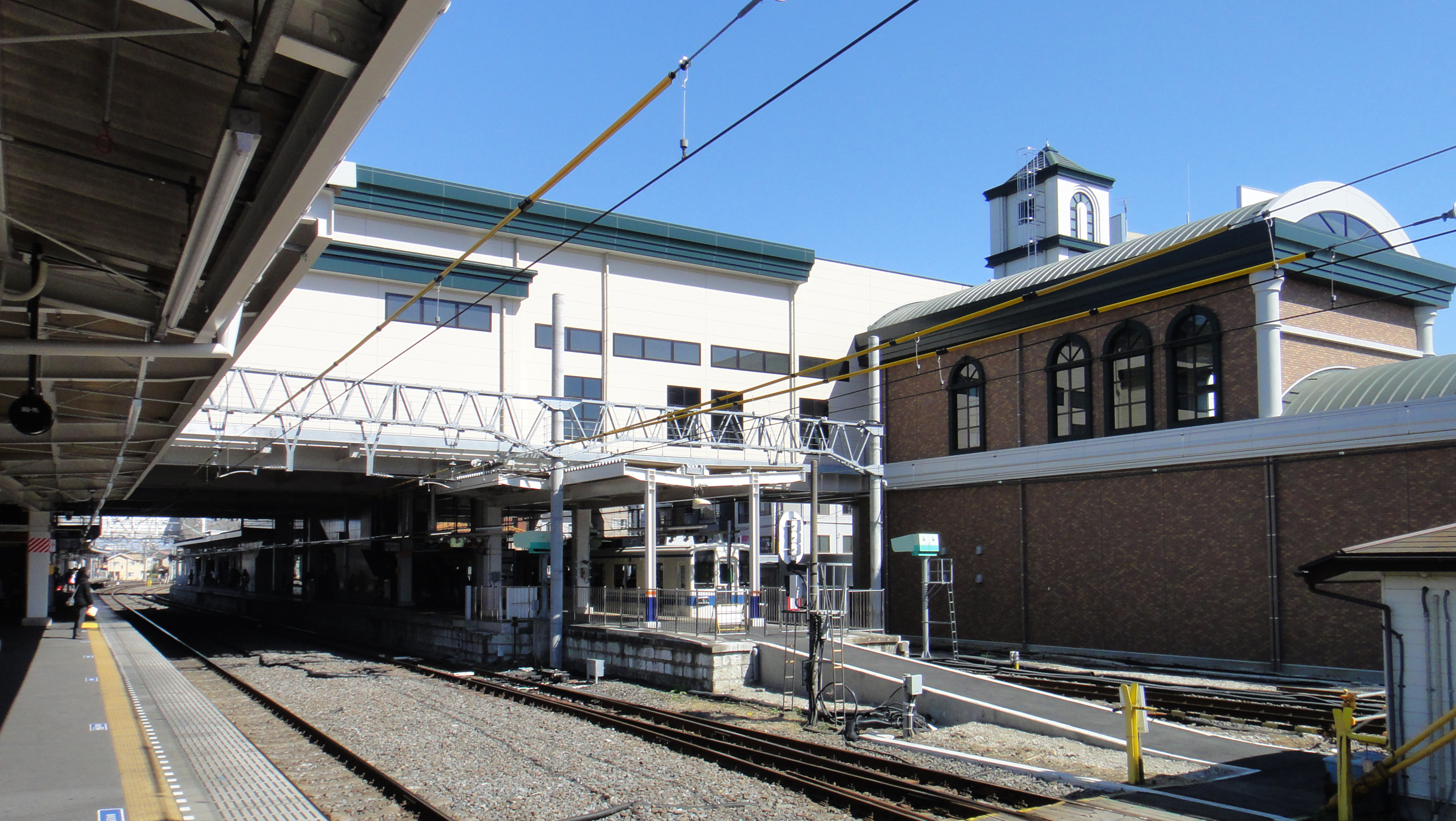
ホーム（2011年4月）
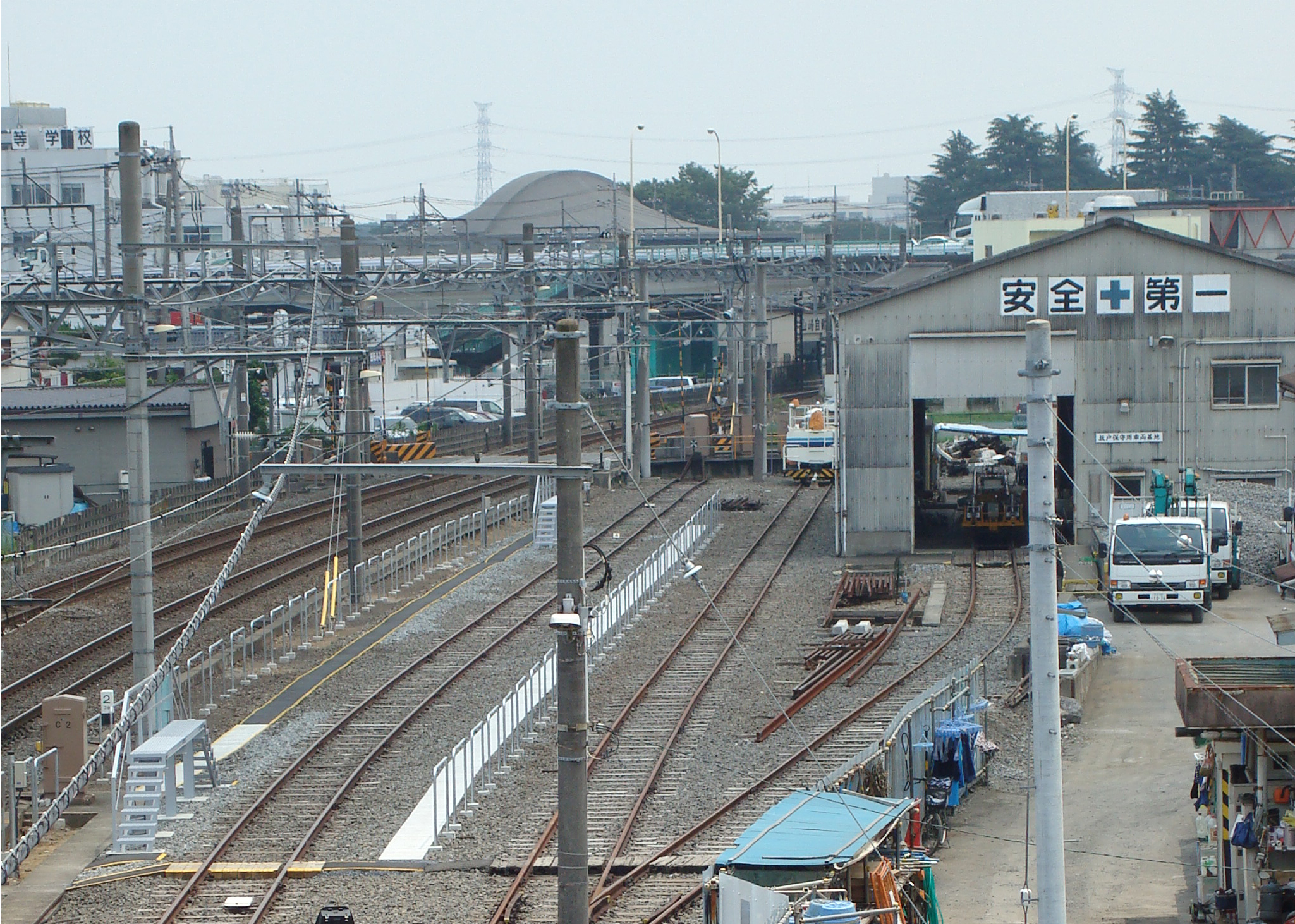
若葉方にある保線基地（旧坂戸機関区）

### のりば
| 番線 | 路線   | 方向 | 行先       |
| ---- | ------ | ---- | ---------- |
| 1・2 | 越生線 | 下り | 越生方面   |
| 3    | 東上線 | 下り | 小川町方面 |
| 4    | 東上線 | 上り | 池袋方面   |

- 貨物列車専用線があった当時は、最も南口寄りの線が1番線、越生線と東上線下り本線との間にあった線が4番線となっており、そのため現在の1番線が2番線、2番線が3番線、3番線が5番線、4番線が6番線となっていた。
- 2番線は日中、森林公園駅 - 寄居駅間で運行されるワンマン普通列車の引き上げ線の代わりとして使用されている。

## 利用状況
2024年度の1日平均乗降人員は28,330人である。
近年の1日平均乗降人員および乗車人員の推移は下記の通り。
| 年度               | 1日平均 乗降人員 | 1日平均 乗車人員 | 出典       |
| ------------------ | ---------------- | ---------------- | ---------- |
| 1978年（昭和53年） | 25,082           |                  |            |
| 1990年（平成02年） | 30,673           | 15,551           |            |
| 1991年（平成03年） | 32,427           | 16,421           |            |
| 1992年（平成04年） | 32,985           | 16,678           |            |
| 1993年（平成05年） | 33,053           | 16,657           |            |
| 1994年（平成06年） | 33,083           | 16,601           |            |
| 1995年（平成07年） | 33,089           | 16,674           |            |
| 1996年（平成08年） | 32,682           | 16,471           |            |
| 1997年（平成09年） | 31,255           | 15,733           |            |
| 1998年（平成10年） | 30,435           | 15,318           |            |
| 1999年（平成11年） | 29,886           | 15,070           | [ * 2 ]    |
| 2000年（平成12年） | 29,086           | 14,350           | [ * 3 ]    |
| 2001年（平成13年） | 28,754           | 14,350           | [ * 4 ]    |
| 2002年（平成14年） | 28,347           | 14,157           | [ * 5 ]    |
| 2003年（平成15年） | 27,758           | 13,833           | [ * 6 ]    |
| 2004年（平成16年） | 27,126           | 13,470           | [ * 7 ]    |
| 2005年（平成17年） | 26,860           | 13,337           | [ * 8 ]    |
| 2006年（平成18年） | 26,966           | 13,400           | [ * 9 ]    |
| 2007年（平成19年） | 27,150           | 13,579           | [ * 10 ]   |
| 2008年（平成20年） | 27,505           | 13,794           | [ * 11 ]   |
| 2009年（平成21年） | 27,289           | 13,701           | [ * 12 ]   |
| 2010年（平成22年） | 26,775           | 13,429           | [ * 13 ]   |
| 2011年（平成23年） | 26,409           | 13,287           | [ * 14 ]   |
| 2012年（平成24年） | 27,225           | 13,706           | [ * 15 ]   |
| 2013年（平成25年） | 27,921           | 14,048           | [ * 16 ]   |
| 2014年（平成26年） | 27,755           | 13,968           | [ * 17 ]   |
| 2015年（平成27年） | 28,472           | 14,324           | [ * 18 ]   |
| 2016年（平成28年） | 28,594           | 14,392           | [ * 19 ]   |
| 2017年（平成29年） | 28,748           | 14,455           | [ * 20 ]   |
| 2018年（平成30年） | 29,391           | 14,778           | [ * 21 ]   |
| 2019年（令和元年） | 29,107           | 14,631           | [ * 22 ]   |
| 2020年（令和02年） | 21,040           | 10,573           | [ * 23 ]   |
| 2021年（令和03年） | 24,002           | 12,061           | [ 東武 3 ] |
| 2022年（令和04年） | 26,296           | 13,213           | [ 東武 4 ] |
| 2023年（令和05年） | 27,326           | 13,731           | [ 東武 5 ] |
| 2024年（令和06年） | 28,330           | 14,231           | [ 東武 1 ] |

## 駅周辺
坂戸市の中心となる駅だが、幹線道路沿いにロードサイド店舗が多く進出したことなどから、当駅前の旧市街地はやや衰退傾向にある。このため、坂戸市では「坂戸駅周辺活性化推進室」を設置し、駅の橋上化とともに駅周辺の活性化を模索していたが、2013年に廃止され、北口の駅前広場の再整備などは中断している。2016年10月には、坂戸駅近辺では最大の商業施設であったイトーヨーカ堂坂戸店が閉店したが、跡地にはアクロスプラザ坂戸が2018年3月にオープンした。

### 北口
- 坂戸サンロード - 昔からの商店街。
- アクロスプラザ坂戸(マルエツ・ドラッグエース等）
- 坂戸仲町郵便局
- 坂戸郵便局
- 埼玉りそな銀行坂戸支店
- 武蔵野銀行坂戸支店
- 埼玉縣信用金庫坂戸支店
- 坂戸市役所
- 坂戸市立中央公民館
- 坂戸市立坂戸中央図書館
- 長溪山永源寺
- 山村国際高等学校

### 南口
- 坂戸中央病院
- 西入間警察署
- 坂戸駅前郵便局
- 三井住友銀行 坂戸支店
- 関越自動車道 鶴ヶ島インターチェンジ

## バス路線
バスは北口ロータリーの「坂戸駅北口」停留所と南口ロータリーの「坂戸駅南口」停留所である。

### 高速バス
南口発着
- 羽田空港行き（国際十王交通・東京空港交通）
- 成田空港行き（東武バスウエスト・京成バス千葉イースト・川越観光自動車）

### 路線バス
- 一般路線としては北口発着川越観光バス（川越観光自動車）SA01系統のみが発着する。
- コミュニティバスとしては坂戸市のさかっちバス（路線毎に北口発着と南口発着がある）と鶴ヶ島市のつるバス（南口発着）が発着する。

#### 備考
- かつては北口から川越駅行の東武バス、南口から狭山市駅西口と所沢駅まで西武バス（何れも武蔵高萩駅経由）が運行されていたが、いずれもすでに廃止されている。
- 2005年から2006年にかけて、東武グループの東武バスウエスト・川越観光自動車・国際十王交通により成田・羽田の各空港にアクセスする空港連絡バスが順次整備された。乗り場は南口である。
- 南口から聖望学園中学校・高等学校のスクールバスが発着する。
- 近鉄バスにより大阪（あべの橋）-深谷駅の夜行高速バス「ウイングライナー」(関越・圏央・中央・名神経由）のルートとして南口から乗降することが可能であったが、2015年12月をもって廃止された。

## 砂利軌道線
当駅の西方、東上本線と越生線が分岐する中間にもう一本の線路が存在するが、これはかつて高麗川の河原で採取された砂利をトロッコなどの簡易的な方法で運搬していた軌道跡である。1926年国土地理院発行の5万分の1地形図にはこの軌道がすでに記載されており、越生線よりも先に存在していたことになる。軌道は西方へ真っ直ぐ延び、現在の坂戸市立浅羽野中学校の敷地をかすめるように通って高麗川の河原へと進んでいた。1926年当時は更に高麗川沿いに先へ延びて、埼玉県道114号川越越生線の万年橋の近くまで達していた。後に途中の、現在の坂戸市三光町の地内に工場が設けられ、その専用線としての機能も有していた。
1960年頃には、前述の浅羽野中学校の先の河原までに軌道が短縮されている。全廃となった現在では、埼玉県道74号日高川島線の手前で線路は途切れ、その先は一部道路に転用されているが、一部は区画整理により廃線跡は消滅している状態である。

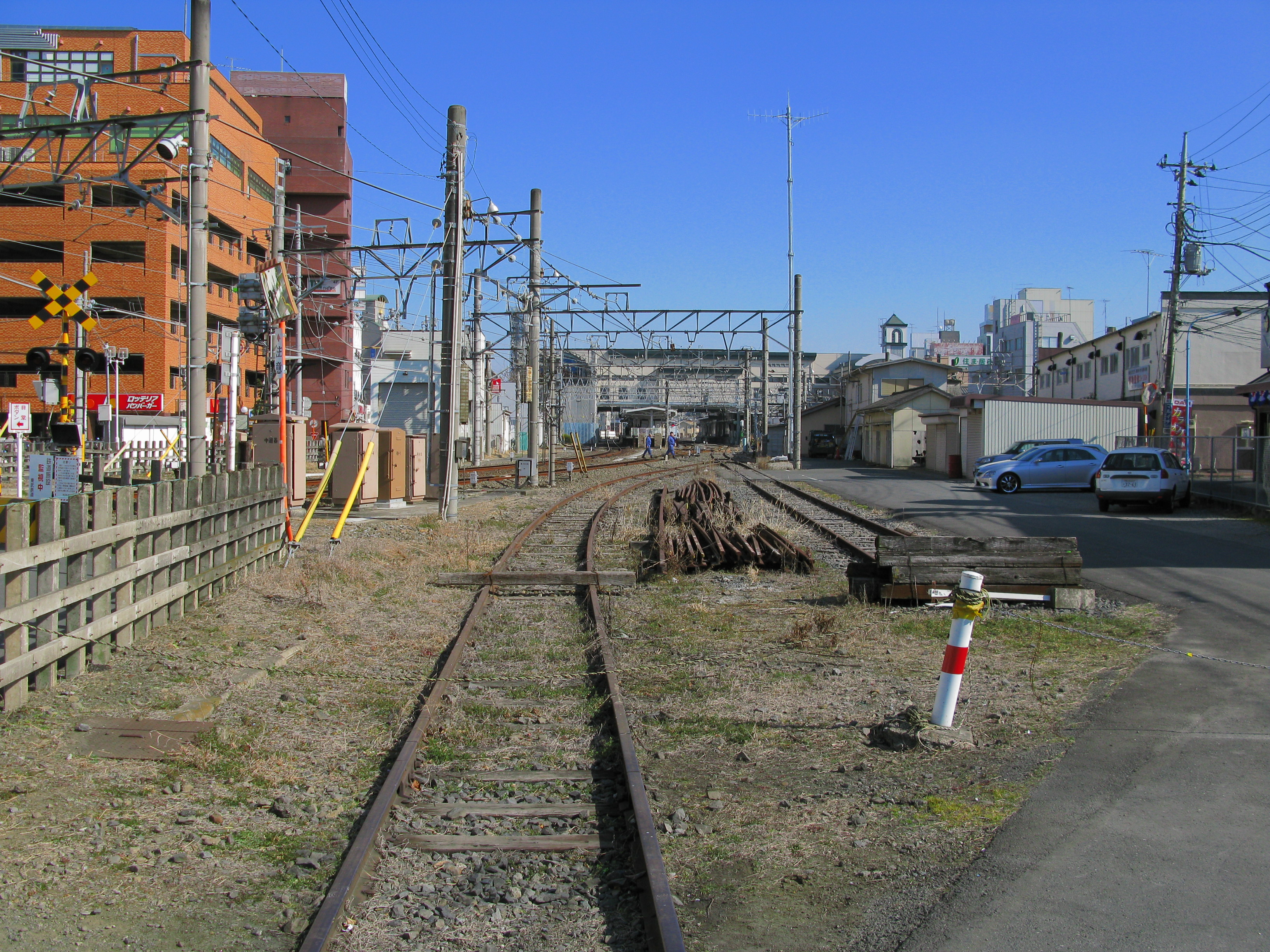
砂利軌道線跡
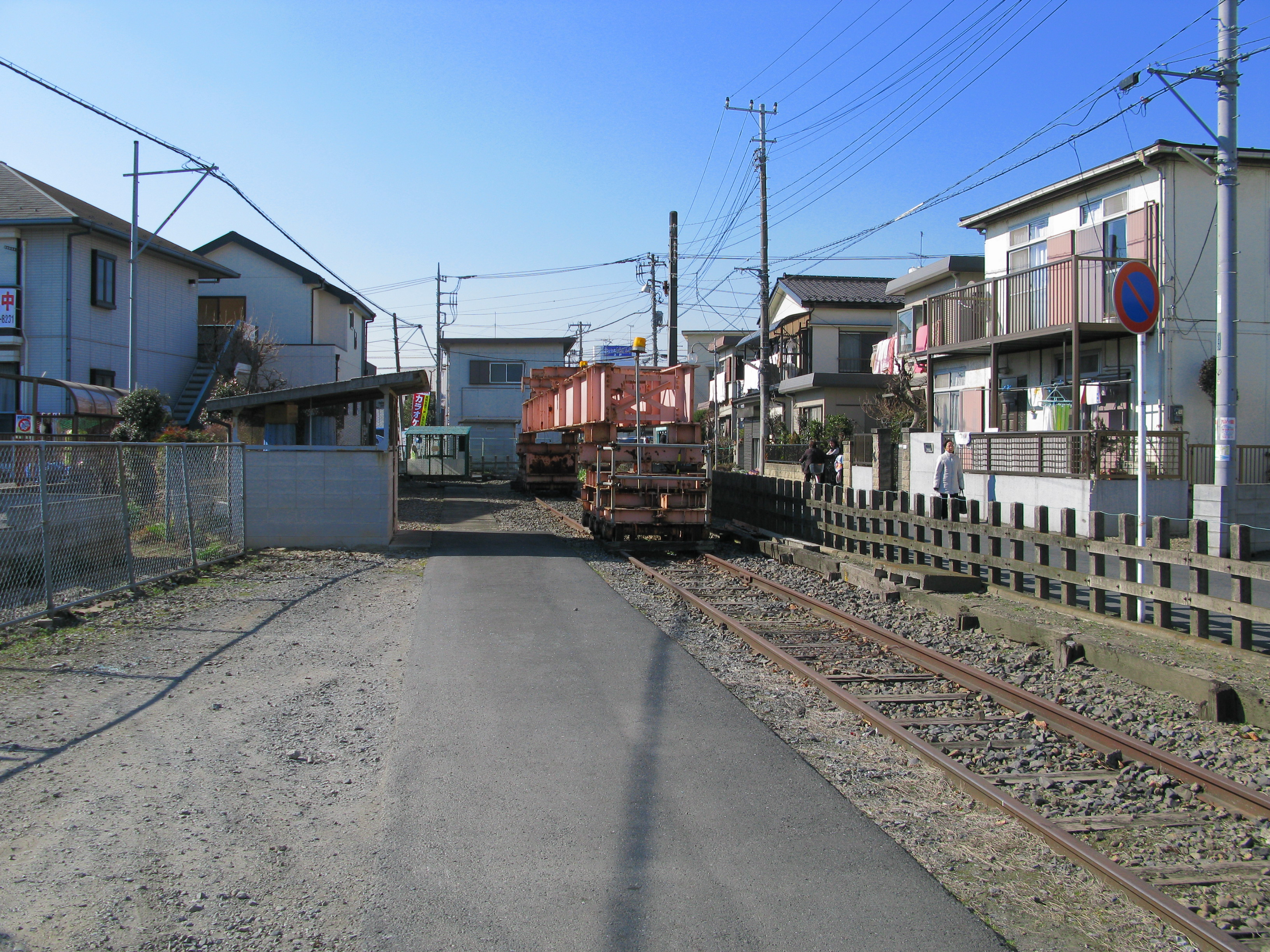
砂利軌道線跡（終端付近）

## 隣の駅
東武鉄道
 東上本線
■TJライナー（上り列車）
川越駅 (TJ 21) ← 坂戸駅 (TJ 26) ← 東松山駅 (TJ 29)
■TJライナー（下り列車）・■川越特急
川越市駅 (TJ 22) - 坂戸駅 (TJ 26) - 東松山駅 (TJ 29)
■快速急行・■急行・■準急・□普通
若葉駅 (TJ 25) - 坂戸駅 (TJ 26) - 北坂戸駅 (TJ 27)
 越生線
坂戸駅 (TJ 26) - 一本松駅 (TJ 41)

### 利用状況
埼玉県統計年鑑
1. ↑  埼玉県統計年鑑 - 埼玉県
2. ↑  埼玉県統計年鑑（平成12年）
3. ↑  埼玉県統計年鑑（平成13年）
4. ↑  埼玉県統計年鑑（平成14年）
5. ↑  埼玉県統計年鑑（平成15年）
6. ↑  埼玉県統計年鑑（平成16年）
7. ↑  埼玉県統計年鑑（平成17年）
8. ↑  埼玉県統計年鑑（平成18年）
9. ↑  埼玉県統計年鑑（平成19年）
10. ↑  埼玉県統計年鑑（平成20年）
11. ↑  埼玉県統計年鑑（平成21年）
12. ↑  埼玉県統計年鑑（平成22年）
13. ↑  埼玉県統計年鑑（平成23年）
14. ↑  埼玉県統計年鑑（平成24年）
15. ↑  埼玉県統計年鑑（平成25年）
16. ↑  埼玉県統計年鑑（平成26年）
17. ↑  埼玉県統計年鑑（平成27年）
18. ↑  埼玉県統計年鑑（平成28年）
19. ↑  埼玉県統計年鑑（平成29年）
20. ↑  埼玉県統計年鑑（平成30年）
21. ↑  埼玉県統計年鑑（令和元年）
22. ↑  埼玉県統計年鑑（令和2年）
23. ↑  埼玉県統計年鑑（令和3年）

東武鉄道統計
1. 1 2 3  『駅別乗降人員 2024年度』（PDF）（レポート）東武鉄道、13頁。オリジナルの2025年5月19日時点におけるアーカイブ。2025年5月29日閲覧。
2. ↑  “駅情報（乗降人員）”.   東武鉄道. 2024年7月27日閲覧。
3. ↑  『駅別乗降人員 2021年度』（PDF）（レポート）東武鉄道、2024年、13頁。オリジナルの2024年5月18日時点におけるアーカイブ。
4. ↑  『駅別乗降人員 2022年度』（PDF）（レポート）東武鉄道、2024年、13頁。オリジナルの2024年5月18日時点におけるアーカイブ。
5. ↑  『駅別乗降人員 2023年度』（PDF）（レポート）東武鉄道、2024年、13頁。オリジナルの2024年5月18日時点におけるアーカイブ。